# ماونت كريستيد بات (كولورادو)
ماونت كريستيد بات (بالإنجليزية: Mount Crested Butte, Colorado)‏ هي بلدة تقع في مقاطعة غونيسون، كولورادو بولاية كولورادو في الولايات المتحدة. تبلغ مساحتها 4 (كم²)، وترتفع عن سطح البحر 3017 م، بلغ عدد سكانها 801 نسمة في عام 2010 حسب إحصاء مكتب تعداد الولايات المتحدة .

## وصلات خارجية
- The US50 - Cities and Towns in Colorado State
- Colorado Cities and Towns, Facts, Map, Flag, Colleges, Government, and More